# Trafalgar Park
Le Trafalgar Park, est un stade en plein centre-ville de la ville de Nelson en Nouvelle-Zélande, principalement consacré à la pratique du rugby à XV et du cricket.

## Utilisation
Il est le stade de l'équipe de rugby à XV de la Tasman Rugby Union qui joue le championnat des provinces néo-zélandaises.
Il sert également à la Central Districts Cricket Association.

## Évènements
- Coupe du monde féminine de cricket de 1982
- Coupe du monde de rugby à XV 2011